# Wyraz podstawowy
Wyraz podstawowy (termin z gramatyki szkolnej) – wyraz, od którego tworzy się wyraz pochodny, np. jagoda  ⇒  jagodowy, szkoła  ⇒  szkolny, dom ⇒ domowy. Najczęstszymi wyrazami podstawowymi są rzeczowniki, czasowniki i przymiotniki.
W językoznawstwie teoretycznym zamiast tego terminu używa się zwykle określenia „podstawa słowotwórcza” lub „formacja słowotwórcza”. W praktyce szkolnej termin „podstawa słowotwórcza” określa natomiast temat słowotwórczy.